# Lista de prenomes mais comuns no Brasil

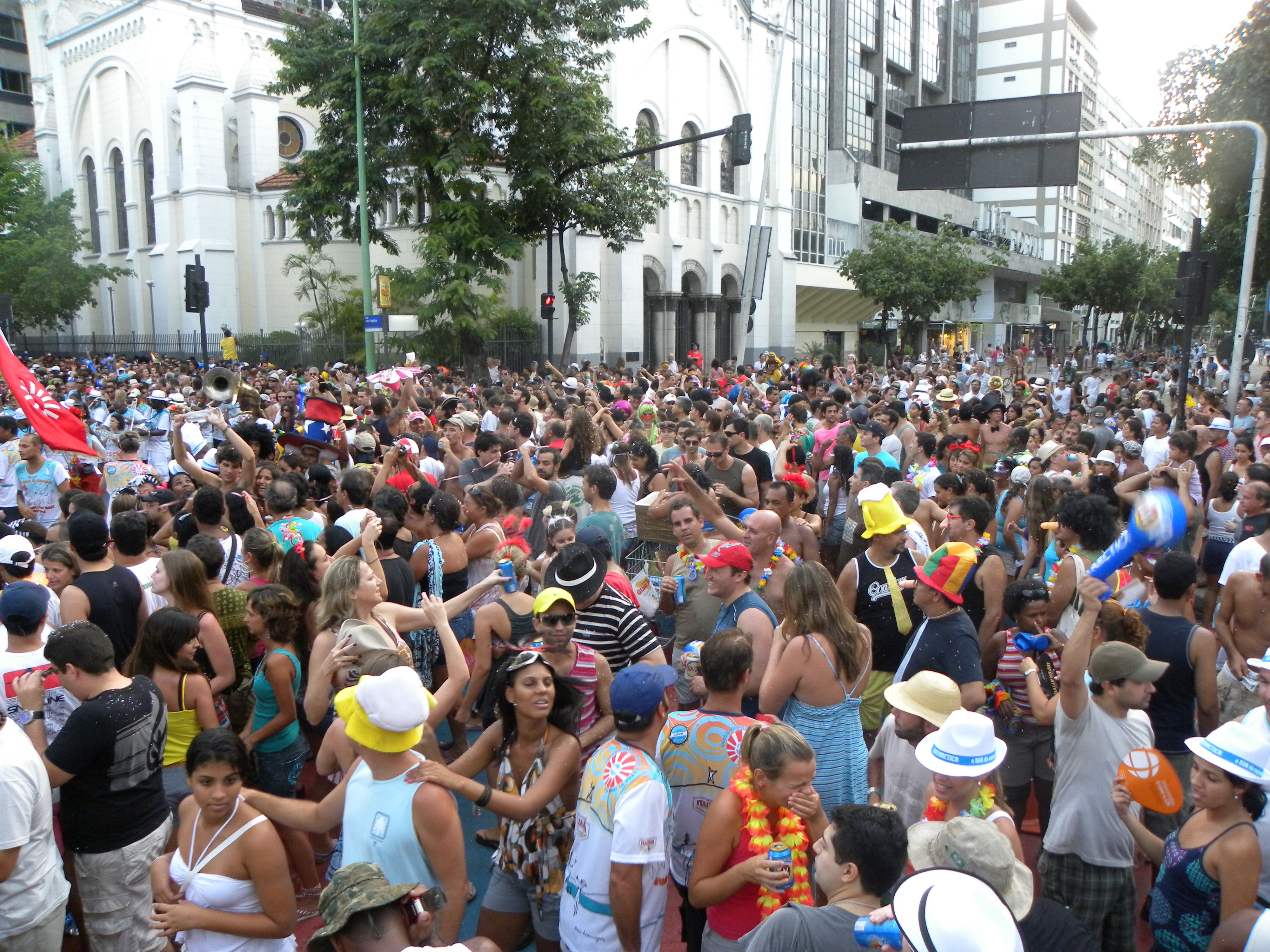
Multidão na cidade do Rio de Janeiro em fevereiro de 2010, ano em que "Marias", "Josés" e "Joses" eram 9,2% da população brasileira.

Esta é uma lista de prenomes mais comuns no Brasil segundo o censo de 2010, realizado pelo IBGE, com base na data de 31 de julho. Segundo o censo, naquele ano a população brasileira era de cerca de 200 milhões de habitantes, com mais de 130 mil nomes diferentes.
Nesta pesquisa, o IBGE considerou distintamente as variantes de grafia dos nomes e desconsiderou a acentuação e sinais diacríticos. Ainda segundo o IBGE, os números referentes ao sexo dos moradores refletem o que foi informado na coleta dos dados. Há uma divergência nos números do IBGE quando se pesquisa um determinado nome na opção "ambos os sexos" e separadamente nas opções "masculino" e "feminino". Os nomes têm ocorrências tanto "masculinas" como "femininas" e a soma dos dois é a de "ambos os sexos", que é a adotada na lista abaixo. Por exemplo, na data de referência da coleta de dados, foram contabilizados 1 326 indivíduos com o nome "Vanessa", que se declararam do sexo masculino e 417 512 indivíduos com esse nome, que se declararam do sexo feminino. A soma (418 838 indivíduos), considerada pelo IBGE como "ambos os sexos", é a adotada na lista.
|    | Nome                | Quantidade | Origem do nome | Significado do nome |    | Nome                | Quantidade | Origem do nome | Significado do nome |
| -- | ------------------- | ---------- | --- | --- | -- | ------------------- | ---------- | --- | --- |
| 1  | José Jose           | 5 754 529  | Do hebraico יוסף (Yosef) | "Aquele que acrescenta", "acréscimo do Senhor", "Deus multiplica". | 1  | Maria               | 11 734 129 | Do hebraico מרים (Miryām). | "Senhora soberana", "vidente", "a pura". |
| 2  | João Joao           | 2 984 119  | Do hebraico יוחנן (Yohanan) | "Deus é cheio de graça", "agraciado por Deus", "a graça e misericórdia de Deus", "Deus perdoa". | 2  | Ana                 | 3 089 858  | Do hebraico אנה (Ḥannāh‎) | "Graciosa", "cheia de graça". |
| 3  | Antônio Antonio     | 2 576 348  | Do grego antigo Αντώνιος (Antó̱nios) | "Valioso", "de valor inestimável", "digno de apreço". | 3  | Francisca           | 725 642    | Variante feminina do latim Franciscus. | "A francesa livre", "aquela que vem da França". |
| 4  | Francisco           | 1 772 197  | Do latim antigo (idioma dos antigos romanos e que deu origem às línguas neo-latinas como o português, espanhol, francês, italiano e romeno) Franciscus.               | "O francês livre", "aquele que vem da França". | 4  | Antônia Antonia     | 592 815    | Variante feminina do grego antigo Αντώνιος (Antó̱nios)                                                                                            | "Valiosa", "de valor inestimável", "sem preço". |
| 5  | Carlos              | 1 489 191  | Do germânico antigo (idioma falado pelos antigos germanos que deu origem às línguas germânicas como o inglês, holandês, alemão, norueguês, dinamarquês e sueco) Karal | "Homem", "guerreiro", "homem do povo". | 5  | Adriana             | 567 968    | Variante feminina do latim Adrianus. | "aquela que vem da Adria", "aquela que é escura". |
| 6  | Paulo               | 1 423 262  | Do latim Paulus | "Pequeno", "de baixa estatura". | 6  | Juliana             | 564 706    | Variante feminina do latim Iūliānus. | "da natureza do que é jovem", "aquela que parece ser jovem".                                                                                               |
| 7  | Pedro               | 1 219 605  | Do grego antigo Πέτρος (Petros) | "Pedra", "rochedo". | 7  | Márcia Marcia       | 553 706    | Variante feminina do latim Marcius. | "Guerreira", "dedicada a Marte" ou "marcial", "aquela que apresenta características de guerreira", "aquela que invoca Júpiter", "nascida no mês de março". |
| 8  | Lucas               | 1 127 310  | Do grego antigo Λουκάς (Loukás) | "o que vem da Lucânia", "lucano", "luminoso", "iluminado". | 8  | Fernanda            | 534 757    | Variante feminina de Fernando, contração de Ferdinando ou Ferdinand, do germânico antigo farð (viagem) ou frið (paz) + nand (pronto, preparado). | "Ousada para atingir a paz". |
| 9  | Luiz Luíz           | 1 107 792  | | grafia arcaica de Luís | 9  | Patricia Patrícia   | 531 065    | Do latim patricia. | "Nobre", "de classe nobre", "da mesma pátria", "compatriota"                                                                                               |
| 10 | Marcos              | 1 106 165  | Do latim Marcus | "Guerreiro", "dedicado a Marte". | 10 | Aline               | 511 737    | Do latim Alina, Alyna. | "Protetora nobre", "pequena nobre", "a reluzente", "a resplandecente".                                                                                     |
| 11 | Luis Luís           | 935 905    | Do germânico antigo Chlodowich, Hlodwig ou Hlodowig | guerreiro glorioso | 11 | Sandra              | 480 379    | Hipocorístico do nome italiano Alessandra (Alexandra)                                                                                            | "Protetora da humanidade" ou "defensora do homem". |
| 12 | Gabriel             | 932 449    | Do hebraico גַבְרִיאֵל (Gavri'el) | “homem de Deus”, “mensageiro de Deus” | 12 | Camila              | 471 559    | Camila é um nome feminino que surgiu a partir do latim Camillus                                                                                  | "Mensageira dos deuses", "a sacerdotisa" ou "menina de coro".                                                                                              |
| 13 | Rafael              | 821 638    | Do hebraico רפאל (Rafa'el) | “Deus curou” ou “curado por Deus”. | 13 | Amanda              | 466 432    | Amanda é a variante feminina de Amando, nome originado no latim Amandu, Amandus                                                                  | “digna de amor”, “amável”, “aquela que deve ser amada”. |
| 14 | Daniel              | 711 338    | Do hebraico דָּנִיֵּאל (Dāniyyēl) | “o Senhor é meu juiz”, “Deus é meu juiz”. | 14 | Bruna               | 463 548    | O nome Bruna tem origem germânica ou nórdica | “morena”, "bronzeada", "marrom"; "da cor do fogo". |
| 15 | Marcelo             | 693 215    | Do latim Marcellus | "pequeno guerreiro", "jovem guerreiro" ou "pequeno marcial" | 15 | Jéssica Jessica     | 458 284    | Do hebraico יִסְכָּה (Yisekāh) | "A observadora". |
| 16 | Bruno               | 668 217    | Do latim Brunus ou do germânico Brun | “Marrom”, "castanho", "bronzeado", “moreno”. | 16 | Leticia Letícia     | 435 628    | Do latim Laetitia | "Mulher alegre", "mulher que transmite felicidade". |
| 17 | Eduardo             | 632 664    | Do nome germânico Hadaward | "guardião das riquezas", “protetor das riquezas” ou "guardião rico". | 17 | Júlia Julia         | 431 842    | Variante feminina de Júlio | “fofa”, “macia”, "jovem" ou “filha de Júpiter”. |
| 18 | Felipe              | 621 460    | Variante castelhana do nome Filipe | "Amigo dos cavalos", “o que gosta dos cavalos”, “o que ama a guerra”. É uma variante de Filipe, que tem origem Philippus, composto de φιλέω [filéo], "querer, amar com afeto de amizade", e ἵππος [híppos], "cavalo". | 18 | Luciana             | 431 401    | | “De Lúcio”, “pertencente a Lúcio”, “da natureza do iluminado”.                                                                                             |
| 19 | Raimundo            | 613 361    | Do germânico Ragnemundus | “Sábio protetor” ou “aquele que protege com seus conselhos”. | 19 | Vanessa             | 418 838    | Criado pelo autor da obra “Cadenus e Vanessa”, o escritor irlandês Jonathan Swift.                                                               | "Como uma borboleta" |
| 20 | Rodrigo             | 601 650    | Surgiu do germânico antigo Hrodric e chegou à língua portuguesa através do latim Rodericus                                                                            | "Poderosamente famoso", "famoso pela sua glória" ou "governante poderoso" | 20 | Mariana             | 383 387    | Várias origens possíveis | “Senhora soberana cheia de graça”, “mulher pura e graciosa”; “senhorinha soberana”, “a purinha”; "pertencente a Mario". Não é uma contração de Maria + Ana |
| 21 | Manoel              | 592 345    | | | 21 | Gabriela            | 381 650    | | |
| 22 | Mateus              | 588 819    | | | 22 | Vera                | 376 958    | | |
| 23 | André               | 583 808    | | | 23 | Vitória Vitoria     | 369 004    | | |
| 24 | Fernando            | 556 346    | | | 24 | Larissa             | 361 845    | | |
| 25 | Fábio Fabio         | 547 965    | | | 25 | Cláudia Claudia     | 359 494    | | |
| 26 | Leonardo            | 547 601    | | | 26 | Beatriz             | 356 351    | | |
| 27 | Gustavo             | 541 480    | | | 27 | Luana               | 356 300    | | |
| 28 | Guilherme           | 529 001    | | | 28 | Rita                | 355 552    | | |
| 29 | Leandro             | 509 248    | | | 29 | Sônia Sonia         | 355 219    | | |
| 30 | Tiago               | 495 211    | | | 30 | Renata              | 347 001    | | |
| 31 | Ânderson Anderson   | 473 250    | | | 31 | Eliane              | 343 168    | | |
| 32 | Ricardo             | 469 703    | | | 32 | Josefa              | 342 606    | | |
| 33 | Márcio Marcio       | 468 046    | | | 33 | Simone              | 340 499    | | |
| 34 | Jorge               | 465 949    | | | 34 | Natália Natalia     | 335 326    | | |
| 35 | Sebastião Sebastiao | 462 505    | | | 35 | Cristiane           | 328 790    | | |
| 36 | Alexandre           | 444 097    | | | 36 | Carla               | 326 684    | | |
| 37 | Roberto             | 437 288    | | | 37 | Débora Debora       | 313 947    | | |
| 38 | Édson Edson         | 431 543    | | | 38 | Rosângela Rosangela | 310 889    | | |
| 39 | Diego               | 424 428    | | | 39 | Jaqueline           | 309 115    | | |
| 40 | Vítor Vitor         | 422 903    | | | 40 | Rosa                | 307 184    | | |
| 41 | Sérgio Sergio       | 404 991    | | | 41 | Daniela             | 304 310    | | |
| 42 | Cláudio Claudio     | 352 031    | | | 42 | Aparecida           | 304 024    | | |
| 43 | Matheus             | 350 434    | | | 43 | Marlene             | 301 890    | | |
| 44 | Thiago              | 343 737    | | | 44 | Terezinha           | 299 037    | | |
| 45 | Geraldo             | 340 357    | | | 45 | Raimunda            | 297 300    | | |
| 46 | Adriano             | 338 315    | | | 46 | Andréia Andreia     | 292 090    | | |
| 47 | Luciano             | 337 492    | | | 47 | Fabiana             | 291 910    | | |
| 48 | Júlio Julio         | 336 030    | | | 48 | Lúcia Lucia         | 287 917    | | |
| 49 | Renato              | 329 535    | | | 49 | Raquel              | 286 415    | | |
| 50 | Alex                | 311 536    | | | 50 | Ângela Angela       | 278 796    | | |
| 51 | Vinícius Vinicius   | 304 822    | | | 51 | Rafaela             | 275 017    | | |
| 52 | Rogério Rogerio     | 293 596    | | | 52 | Joana               | 269 732    | | |
| 53 | Samuel              | 293 243    | | | 53 | Luzía Luzia         | 258 948    | | |
| 54 | Ronaldo             | 270 324    | | | 54 | Elaine              | 257 073    | | |
| 55 | Mário Mario         | 269 379    | | | 55 | Daniele             | 253 521    | | |
| 56 | Flávio Flavio       | 266 719    | | | 56 | Regina              | 253 086    | | |
| 57 | Ígor Igor           | 266 642    | | | 57 | Dáiane Daiane       | 244 829    | | |
| 58 | Douglas             | 266 507    | | | 58 | Suelí Sueli         | 244 584    | | |
| 59 | Daví Davi           | 255 976    | | | 59 | Alessandra          | 243 633    | | |
| 60 | Manuel              | 253 784    | | | 60 | Isabel              | 239 654    | | |
| 61 | Jeferson            | 253 819    | | | 61 | Sara                | 234 286    | | |